# Lomé
Lomé je glavni grad i najveća luka države Togo. Nalazi se na obali Atlantskog oceana (Gvinejskog zaljeva), uz samu granicu s Ganom.
Osnovan je 1897. Važno je trgovačko i prometno središte. U lučkom robnom prometu prevladava izvoz fosfata, kave, kakaa, kopre i palminih koštica. Grad ima jaku prerađivačku industriju, kao i rafineriju nafte. Tu se nalazi sveučilište osnovano 1965. (Université de Lomé) i zračna luka Tokoin.
Prema popisu iz 2005. godine, Lomé je imao 921.000 stanovnika.

## Vanjske poveznice
- Sveučilište u Loméu  Arhivirana inačica izvorne stranice od 12. travnja 2013. (Wayback Machine) (fr.)

### Ostali projekti
|  | Zajednički poslužitelj ima još gradiva o temi Lome |